# Buraca (geomorfologia)

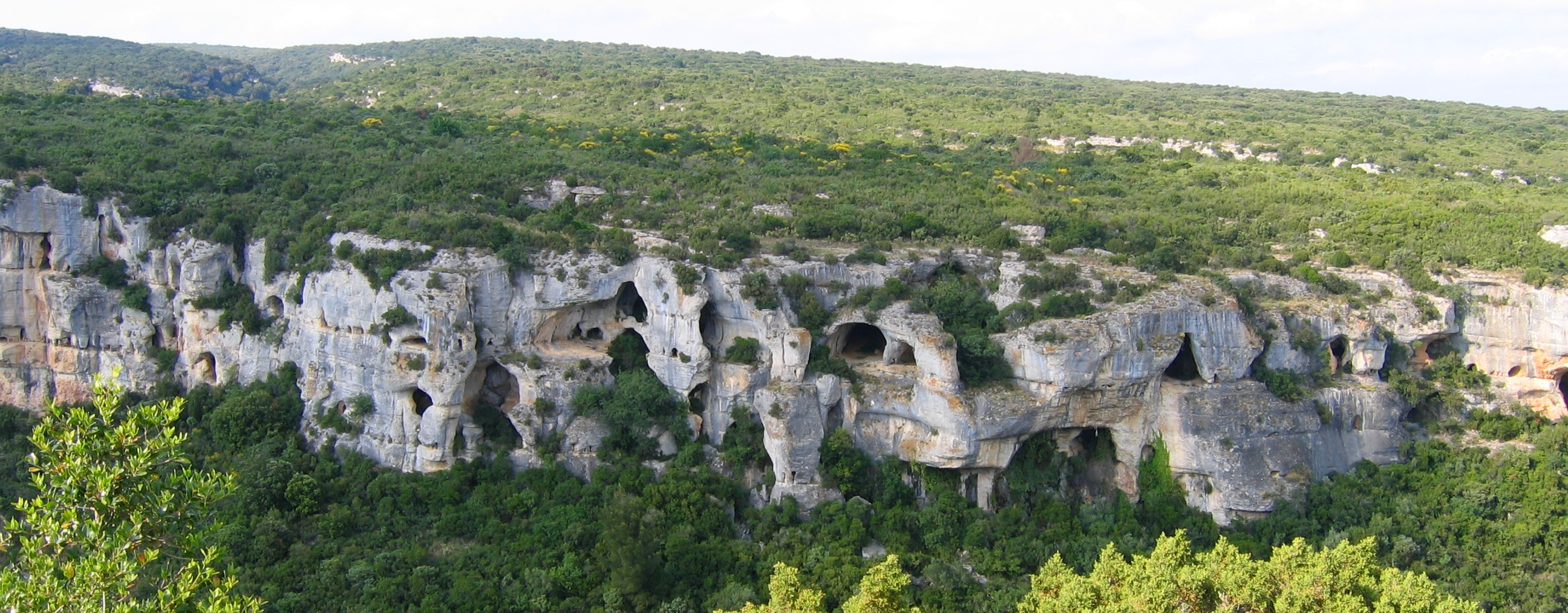
Buracas numa vertente

As Buracas (ou Abrigos sob rocha) são pequenas reentrâncias de desenvolvimento horizontal que se desenvolvem/estão presentes nas vertentes dos canhões fluvio-cársicos e reculées (fórnias). A sua origem pode estar em antigas galerias hipogeias cortadas pelo aprofundamento dos canhões e reculées; do trabalho de sapa (meandros e base de pequenas quedas de água) e da gelifracção diferencial (nas rochas mais porosas e diaclasadas).